# Neri Parenti
Neri Parenti (Firenze, 26 aprile 1950) è un regista e sceneggiatore italiano.

## Biografia
Neri Parenti nasce il 26 aprile 1950 a Firenze, terzo dei quattro figli dello statistico Giuseppe Parenti, docente e in seguito rettore dell'Università degli Studi di Firenze, e a sua volta fratello dell'antropologo Raffaello Parenti, anch'egli docente nell'ateneo fiorentino. Dopo la laurea conseguita in Scienze politiche, si dedica al cinema, dove diventa allievo e aiutante di Pasquale Festa Campanile in tutti i film da lui diretti dal 1972 al 1979, ma anche in film di Enzo G. Castellari, Salvatore Samperi, Steno e Giorgio Capitani. Nel 1979 tenta la sua prima prova da dietro la cinepresa con la parodia cinematografica John Travolto... da un insolito destino, imitazione ironica e ridicolizzazione de La febbre del sabato sera (portata sugli schermi due anni prima con grande successo da John Travolta), che, però, non si rivelerà un successo al botteghino. Un anno dopo conosce Paolo Villaggio che in quel momento era impegnato nelle riprese di Fantozzi contro tutti. Il comico genovese, dimostrando grande stima nei confronti di Parenti e, allo stesso tempo, consigliato anche dai produttori, decide di lasciargli la regia della pellicola; il risultato è molto positivo, tanto che Parenti dirigerà altri sei film della saga, da Fantozzi subisce ancora a Fantozzi - Il ritorno. 

Neri Parenti (a sinistra) con Paolo Villaggio nel film Fantozzi va in pensione (1988)

Amante della gag catastrofica e rumorosa, che si rifà al cinema muto americano, mescolata a situazioni tipiche della commedia all'italiana e a qualche tentazione autoriale, la ripropone invariata in quasi tutti i suoi film, dal dittico Scuola di ladri e Scuola di ladri - Parte seconda alla trilogia de Le comiche, Le comiche 2 e Le nuove comiche, le quali secondo lo stesso regista gli avrebbero anche portato due scomuniche per aver fatto delle sequenze considerate oltraggiose da parte della Chiesa cattolica. Il portavoce della Santa Sede, Federico Lombardi, e il cardinale Velasio De Paolis, che dal 2003 al 2008 è stato segretario della Segnatura Apostolica, hanno entrambi prontamente smentito la notizia. In ogni caso, il regista si considera ateo.
Dopo la scadenza del contratto firmato con Paolo Villaggio nel 1996, Neri Parenti si cimenta nel dirigere film natalizi tutti interpretati da Christian De Sica e Massimo Boldi ovvero i cine-panettoni. Aveva già diretto questo genere di film quando lavorava ancora con Villaggio; il suo primo cinepanettone come regista era stato Vacanze di Natale '95 (1995). Di conseguenza inizia a dirigere film ambientati in periodo natalizio dal 2001 partendo da Merry Christmas. Tra gli altri film sotto la sua direzione si annoverano: Paparazzi (1998), Tifosi (1999), Body Guards - Guardie del corpo (2000), Colpi di fulmine (2012) e Colpi di fortuna (2013). Dopo averlo lasciato nel 2005 con Natale a Miami, nel 2014 torna a lavorare con Massimo Boldi e stavolta senza Christian De Sica per il film di Natale Ma tu di che segno 6?, ritrovando anche i fratelli Carlo ed Enrico Vanzina alla sceneggiatura dopo le esperienze di Fratelli d'Italia (1989), Vacanze di Natale '95 (1995), di cui i Vanzina curarono solo il soggetto, Cucciolo (1998), scritto soltanto da Enrico Vanzina con Parenti, Tifosi (1999) e Vacanze di Natale a Cortina (2011).
L'anno seguente torna invece a lavorare con De Sica in Vacanze ai Caraibi e nel 2017 con Boldi in Natale da chef. Nel 2020 per In vacanza su Marte torna a lavorare con la coppia Boldi-De Sica dopo 15 anni. 
Nel 2020, Neri Parenti scrive il suo primo libro, intitolato Due palle... di Natale. Gli aneddoti e i retroscena dei miei cinepanettoni che non troverete su Wikipedia, edito da Gremese.
Per meriti artistici, domenica 4 settembre 2022 gli è stato consegnato il premio Quiliano Cinema 2022. Nel 2024 è tra i protagonisti del documentario Pretendo l'inferno, diretto da Eugenio Ercolani. Ad oggi, nella classifica storica dei 50 film con maggiori incassi in Italia, ci sono 6 pellicole dirette da Neri Parenti.

## Filmografia

### Regista e sceneggiatore
- John Travolto... da un insolito destino (1979)
- Fantozzi contro tutti (1980)
- Fracchia la belva umana (1981)
- Sogni mostruosamente proibiti (1982)
- Pappa e ciccia (1983)
- Fantozzi subisce ancora (1983)
- I pompieri (1985)
- Fracchia contro Dracula (1985)
- Scuola di ladri (1986)
- Superfantozzi (1986)
- Scuola di ladri - Parte seconda (1987)
- Casa mia, casa mia... (1988)
- Fantozzi va in pensione (1988)
- Fratelli d'Italia (1989)
- Ho vinto la lotteria di capodanno (1989)
- Le comiche (1990)
- Fantozzi alla riscossa (1990)
- Le comiche 2 (1991)
- Infelici e contenti (1992)
- Fantozzi in paradiso (1993)
- Le nuove comiche (1994)
- Vacanze di Natale '95 (1995)
- Fantozzi - Il ritorno (1996)
- Cucciolo (1998)
- Paparazzi (1998)
- Tifosi (1999)
- Body Guards - Guardie del corpo (2000)
- Merry Christmas (2001)
- Natale sul Nilo (2002)
- Natale in India (2003)
- Christmas in Love (2004)
- Natale a Miami (2005)
- Natale a New York (2006)
- Natale in crociera (2007)
- Natale a Rio (2008)
- Natale a Beverly Hills (2009)
- Natale in Sudafrica (2010)
- Amici miei - Come tutto ebbe inizio (2011)
- Vacanze di Natale a Cortina (2011)
- Colpi di fulmine (2012)
- Colpi di fortuna (2013)
- Ma tu di che segno 6? (2014)
- Vacanze ai Caraibi (2015)
- Natale da chef (2017)
- In vacanza su Marte (2020)
- Volevo un figlio maschio (2023)

### Sceneggiatore
- Improvvisamente Natale, regia di Francesco Patierno (2022)
- Ops! È già Natale (A Sudden Case of Christmas), regia di Peter Chelsom (2024)

### Attore
- Natale in Sudafrica, regia di Neri Parenti (2010)
- L'ultimo gattopardo - Ritratto di Goffredo Lombardo, regia di Giuseppe Tornatore (2010)
- Titanus 1904, regia di Giuseppe Rossi (2024)